# Stanisław Sosabowski
Stanisław Franciszek Sosabowski (1892. május 8. – 1967. szeptember 25.) lengyel tábornok a második világháborúban. Részt vett az arnhemi csatában az 1. lengyel ejtőernyős dandár parancsnokaként.

## A háború előtt
Stanisław Sosabowski 1892. május 8-án született Stanisławówban, vasúti munkás családba. A helyi gimnáziumban érettségizett, majd 1910-ben felvették a krakkói Jagelló Egyetem gazdasági karára. Édesapja halálhírére összetört, s mivel a családja egyre jobban elszegényedett, befejezte tanulmányait és hazatért. Ott tagja lett a félkatonai lengyel nemzeti szervezetnek, a Drużyny Strzeleckienek. Hamarosan előléptetik és ő lesz a galíciai területen működő fiókszervezet parancsnoka.

## Első világháború
1913-ban Sosabowskit besorozták az Osztrák–Magyar Monarchia hadseregébe. A kiképzés után szakaszvezetőként került az 58. gyalogsági hadosztályhoz. Az első világháború kitörése után, szakaszával harcolt az orosz hadsereg ellen a rzeszówi csatában, a Dukla-hágónál és a gorlicei áttörésnél. Bátorságáért és hazafiasságáért több kitüntetést is kapott, majd előléptették főhadnaggyá. 1915-ben harc közben megsebesült és visszavonták a frontról.
1918 novemberében Lengyelország visszanyerte függetlenségét, Sosabowski önként belépett a lengyel hadseregbe. Mivel sebesüléséből nem sikerült teljesen kigyógyítani, a frontra való visszatérési kérelmét elutasították. Helyette törzstiszt lett a hadügyminisztériumban, Varsóban.

## A két háború között
A lengyel–szovjet háború után Sosabowskit előléptették őrnaggyá, majd 1922-ben megkezdte tanulmányait a varsói Katonai Főiskolán. Miután végzett, bekerült a Lengyel Vezérkarba. Előléptették alezredessé. 1928-ban kijelölték egy első vonalbeli egység, a 75. gyalogsági hadosztály egyik zászlóaljának parancsnokává. A következő évben már a podhalei lövészek parancsnok-helyettese volt. 1930-tól logisztikát oktatott a főiskoláján.
1937-ben a zamośći székhelyű, 9. lengyel légió gyalogos ezred parancsnokává nevezték ki. 1939 februárjában a tekintélyes, varsói székhelyű 21. „Varsó gyermekei” gyalogezred parancsnoka lett, majd ez év márciusában ezredessé léptették elő.

## Második világháború

### Lengyelország védelmében
A lengyel mozgósítási terv miatt Sosabowski ezredét hozzácsatolták a 8. lengyel gyalogsági hadosztályhoz. Lengyelország megszállásakor az egységből helyőrség lett, a varsói fellegvárban, Ciechanów térségében, ahol megszervezték a tartalék hadsereg (Modlin hadsereg) alapját.
Szeptember 2-án az ezredet Mława térségébe irányították, majd másnap reggel már a mławai csatában küzdöttek. A 21. hadsereg megadta magát Przasnysz térségében, a második objektumot pedig a Wehrmacht csapatai vették körül. Ezek után Sosabowski kiadta a parancsot. „Visszavonulás Varsóba!”
Szeptember 8-án Sosabowski ezrede visszavonult a modlini erőd körzetébe. A 8. hadosztályt összeolvasztották a 21-ikkel, a parancsnok Juliusz Zulauf ezredes volt. Pár nappal később, szeptember 15-én, az alakulatot visszavonták Varsóba.
Amikor Sosabowski és emberei beértek Varsóba, kijelölték számukra a grochówi (Varsó egyik kerülete) vonal tartását, amit a német 10. gyalogos hadosztály támadott. Az ostrom alatt a 21. hadosztály hősiesen harcolt a túlerő ellen, akik létszámban és felszereltségben is felülmúlták őket. A nagy veszteségek ellenére sikerült tartaniuk a kijelölt célokat. Szeptember 16-án, amikor megindult a végső roham, a 23. német gyalogos hadosztály indult a 21-esek felé. A nap végére sikerült megállítani a támadást, sőt még ellentámadást is tudtak indítani és megsemmisítették a németeket.
Ezután a siker után Sosabowskit kinevezték a Grochówban harcoló egységek főparancsnokává. Az állandó bombázás és a támadások ellenére képesek voltak kitartani viszonylag alacsony veszteségek mellett. 1939. szeptember 26-án Sosabowski egységei visszaverték az utolsó német támadást, de másnap Varsó kapitulált. Szeptember 29-én, nem sokkal azután, hogy a csapatok elhagyták Varsót, a 21. hadosztályt és Sosabowskit Juliusz Rómmel kitüntette a Virtuti Militari (Katonai erényért) medállal.

### Franciaország
Miután Lengyelország kapitulált, Sosabowskit egy fogolytáborba zárták Żyrardów közelében. Nem sokkal ezután megszökött és álnéven Varsóban élt, ahol csatlakozott az ellenálláshoz. Megparancsolták neki, hogy hagyja el Lengyelországot és fontos jelentőségű papírokkal utazzon Franciaországba. Hosszú utazás után – Magyarországon és Románián – át megérkezett Párizsba, ahol a lengyel emigráns kormány kinevezte a 4. gyalogos hadosztály hadtestparancsnokának.
Kezdetben a franciák vonakodtak attól, hogy átadják az értékes fegyvereket és hadianyagot a lengyelek számára. Sosabowski katonái háború előtti fegyverekkel gyakorlatoztak. 1940 áprilisában a hadosztályt átmozgatták egy kiképzőtáborba Parthenay mellé, ahol végre megkapták a januárban beígért fegyvereket, de ez már késő volt. A több mint 11 000 emberből 3150-nek jutott csak fegyver. A hadosztály parancsnoka, Rudolf Dreszer, megparancsolta az egységnek, hogy vonuljon vissza az Atlanti-óceán partjához. 1940. június 19-én Sosabowski hozzávetőleg 6000 katonájával megérkezett La Rochelle kikötőjébe, La Pallice-ba, ahonnan evakuálták őket Angliába.

### Anglia
Londonba való érkezése után, a lengyel vezérkar kijelölték a 4. lövészhadosztály parancsnokának, ami később a 4. gyalogos hadosztály magja lett. Az egység java részét önkéntesek alkották. A szervezéssel és a kiképzéssel sok gond volt, ezért Sosabowski úgy döntött, hogy átalakítja a gyalogos hadosztályát, ejtőernyős hadosztállyá, elsőként a lengyel hadseregben. A skóciai Largóban egy kiképző tábort alakítottak ki, amit Sosabowski vezetett. Sosabowski, a munkatársai, beosztottai és barátai szerint szigorú, lobbanékony, de igazságos ember volt. Lobbanékonysága miatt sokszor került vitahelyzetbe feletteseivel szemben.
1942 októberében a hadosztály bevetésre készen állt. Amióta a lengyel vezérkar eltervezte azt, hogy a hadosztály segítségre legyen minden nemzeti felkelésnél, az 1. lengyel ejtőernyős dandár emberei arra készültek, hogy ők lesznek az elsők akik hazájuk földjére léphetnek. Ezentúl az egység nem hivatalos mottója: „a legrövidebb út” (najkrótszą drogą) volt.
1943 szeptemberében Frederick Browning altábornagy azt javasolta Sosabowskinak, hogy megújítja az egységet és a maradék helyeket angolokkal tölti fel. Sosabowski maradt volna az egység élén, de ő visszautasította az ajánlatot. Mindezek ellenére kinevezték dandártábornokká.

### Arnhemi csata

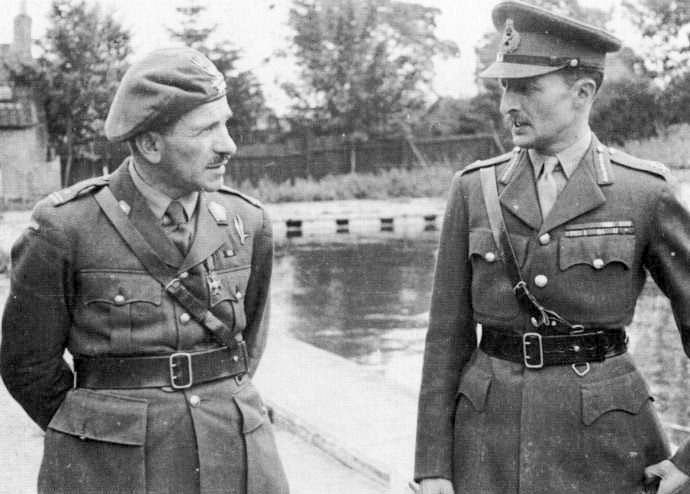
Sosabowski (baloldalt) Browning altábornaggyal

Az 1. lengyel ejtőernyős dandár a szövetséges haderő tagjaként részt vett a Market Garden hadműveletben. A súlyos repülőgép-hiány miatt a dandárt több részre osztották fel. A Sosabowski által vezetett dandárt szeptember 19-én ledobták Driel közelében, de harci cselekményt nem folytattak szeptember 21-ig, amíg az összes csoport nem egyesült Grave városában. A dandár tüzérségét a brit 1. ejtőernyős hadosztály nehéztüzérségével együtt dobták le. Ez a tényező akadályozta meg őket a támadásban. A lengyel erők háromszor próbáltak meg segíteni a körülzárt 1. brit ejtőernyős dandárnak, a Rajna túlpartján. A kompot, amit az átkelésre használni akartak, elsüllyesztették, a kis gumicsónakokon pedig nem volt túl sok esélyük. Mindazonáltal 200 embernek sikerült átkelni a folyón és visszaszorítani a németeket.
A nehéz helyzet ellenére szeptember 24-én a tábornokokkal való találkozásnál Sosabowski fölvetette, hogy a  csatát még mindig megnyerhetik. Szerinte a 30. hadtest kombinált erői és a lengyel dandár képes lenne egy átfogó rohamra, és el tudnák foglalni a hidakat a Rajnán. A tervét nem fogadták el, és a csata utolsó fázisában, szeptember 25-én és 26-án Sosabowski dél felé vezette erőit, és fedezte a brit 1. ejtőernyős dandár maradékainak visszavonulását.
A csata után bűnbakokat kerestek. Megtalálták Sosabowski személyében. A lengyel vezérkar menesztette pozíciójából. A tartalék csapatok 3,5 évi vezetése után 1948-ban vonult nyugdíjba.

## A háború után
Röviddel a háború után Sosabowskinak sikerült elhozni a fiát és feleségét Lengyelországból. 1946 szeptemberében a szovjetek által támogatott kommunista hatóságok megfosztották a lengyel állampolgárságtól. Nem volt más választása, mint „száműzetésben” élni. Sok más lengyel háborús vezetőhöz és katonához hasonlóan Sosabowski is munka után nézett. Nyugat-Londonban a CAV Electrics cég összeszerelő üzemében dolgozott mint gyári munkás.
1967. szeptember 25-én halt meg Londonban. 1969-ben a hamvait átszállították a varsói Powązki temetőbe. 2006. május 31-én, Hágában Beatrix királynő az 1. lengyel ejtőernyős dandárnak ítélte a Vilmos katonai érdemrendet. Stanislaw Sosabowskit ezredest, a „vezetőt” pedig posztumusz kitüntették a Bronz Oroszlánnal.
Másnap, június 1-én pedig Drielnél tartottak szertartást, ahol felszólalt a város polgármestere és Sosabowski unokái.